# Pseudohadena megaptera
Pseudohadena megaptera är en fjärilsart som beskrevs av Charles Boursin 1970. Pseudohadena megaptera ingår i släktet Pseudohadena och familjen nattflyn. Inga underarter finns listade.